# Andarnas labyrint
Andarnas labyrint ("El laberinto de los espíritus") är en spansk roman skriven av Carlos Ruiz Zafón, utgiven 2016. 2018 gavs den ut på svenska på Bonnier efter översättning av Yvonne Blank och Elisabeth Helms.

## Handling
Andarnas labyrint är den fjärde och sista boken i serien om De bortglömda böckernas gravkammare. Liksom i de tidigare böckerna i serien (Vindens skugga, Ängelns lek och Himlens fånge) utspelar sig handlingen främst i Barcelona men i Andranas labyrint har även Madrid en central del i handlingen.
Det är vintern 1959. Den egensinniga agenten Alicia Gris får i uppdrag av säkerhetspolisen att ta reda på vad som har hänt med en av ministrarna i Francos regering, Mauricio Valls, som försvunnit spårlöst under mystiska omständigheter. Har Valls förflutna som chef för Montjuїc-fängelset hunnit ikapp honom? När ministern försvann hade han en mystisk och mytomspunnen bok ur serien Andarnas labyrint i sin ägo. Boken väcker smärtsamma minnen i Alicias egen historia och leder henne tillbaka till barndomsstaden Barcelona och till bokhandeln Sempere och söner. Men svaren som Alicia finner i bokhandeln utsätter inte bara hennes eget liv för fara, utan även dem hon älskar mest.